# Timothy Bloodworth
Timothy Bloodworth (ur. w 1736 roku – zm. 24 sierpnia 1814 roku w Wilmington) – amerykański polityk.
Z zawodu był nauczycielem. W 1776 roku pracował przy produkcji broni dla Armii Kontynentalnej.
W 1786 roku został delegatem Karoliny Północnej w Kongresie Kontynentalnym. Został wybrany do 1. Kongresu Stanów Zjednoczonych, gdzie zasiadał w Izbie Reprezentantów Stanów Zjednoczonych w latach 1790–1791 jako przedstawiciel stanu Karolina Północna. W latach 1795–1801 reprezentował ten stan w Senacie Stanów Zjednoczonych.